# Флоријан Знањецки
Флоријан Витолд Знањецки (15. јануар 1882 – 23. март 1958), био је пољски филозоф и социолог који је предавао и писао у Пољској и Сједињеним Америчким Државама. 
Током свог рада прешао је из поља филозофије у поље социологије. Остаје значајна фигура у историји америчке и пољске социологије. Оснивач Пољске академије социологије као и читаве школе мисли у социологији. Добио је интернационалну славу као коаутор са Виљамом I Томасом у истраживању „Пољски сељак у Европи и Америци“ (1918—1920), која се сматра основом за модерну емипријиску социлогију. Такође је дао велику допринос теорији социологије, уводећи појмове као људски коефицијент и култуларизам.

## Емпиријска социологија
Дело настало под утицајем и блиском сарадњом Виљамом I Томасом . „Пољски сељак у Ебропи и Америци" The Polish Peasant in Europe and America (1918–20), сматра се темељном књигом која истражује процес асимилације и „американизације“ нових имиграната

## Социологија: теорија и дефиниција
У развоју посебних дефиниција покушава да утемељи велику социолошку теорију која ће премостити јаз емпиријске сооциологије и теоријских приступа.Синтетичким промишљањем даје дефиницију социологије као „културалне науке чија је функција проучавање система друштвене интеракције утемељене на обрасцима вредности и норми понашања, коришћењем хуманистичког коефицијента, или једноставније "истраживање организованих, међузависних интеракција међу људским бићима“. Интерпретатори рада Знаниецког нису дошли до консензуса о суштини његових промишљања. Према мишљењу Шацког, Знанецки је сматрао да социологија користи методе сличне природним наукама. Хелена Знаниецки Лопата (ћерка Знаниецког) супротставља се овом тумачењу тврдњом да је , према мишљењу њеног оца „ социологија наука чија тема истраживања захтева метод различит од метода природних наука“. Теорије Знаниецког окренуте су, опште посматрано, ка дефинисању друштвених наука као научне области стриктно одељене од природних наука. тако и мапирању основа хуманистичке социологије . Окренуте проучавању односа, интеракције у друштву тј. културе . У ширем смислу Знаниецки је одредио културу не само као укупност друштвених односа већ и као област чију суштину чине друштвени констуриасани предмети. , па је био пионир у прочавању личних докумената (писама, дневника, аутобиографија) и процесу истраживања одређене теме. што је и поставио као важан метод хуманистичког кеофицијента

## Четири друштвена система
Социлогија се дели као проучавање четири динамична социјална система: теорија друштвене акције, теорија друштвених односа, теорија друштвених актера и теорија друштвених група 
Ова подела први пут је објављена у делу из 1934. године Метода социологије, да би 1958. године је реформулисао као као поделу на: друштвене односе, друштвене улоге, друштвене групе и друштва.

## Социологија културе
Кључни појам хуманистички коефицијент Знанинецки је одредио као метод анализе података која нагласак ставља на учесниково опажење/перцпецију искуства које анализира. На тај начин творац свих друштвених чињеница су друштвени актери и начини на који они виде и дожиљавају свет. <Иако метод делује веома субјективистички, >Знаниенци се декларисао као анти субјективиста јер је сматрао да друштвене чињенице постоје као културни систем чак и када их нико не опажа. Културне вредности су предмет проучавања друштвених наука. Стога, поред идеализам и реализма предлаже и трећи модел промишљања света, културализам који је једна од темељних идеја модерне социологије.

## Дела
Од 1920. године дела овог аутора су пре свега припадајућа социологији. The Polish Peasant in Europe and America (1918–20). Иако је био изузетно добро упознат са трендовима социологије у његовом раду јасно је збуњујуће одсуство референци на дела неких од водећих социологха попут Макса Вебера, Герога Симела или Емила Диркајма.. Два значајна дела објавио је 1952. године „Модерне националности“ као студију еволуције друштва националних култура односно „Културалне науке“ која теоријски разматра однос социологије и других наука. 